# Supportive Psychotherapie
Supportive Psychotherapie (stützende Psychotherapie) ist eine Sammelbezeichnung für psychotherapeutische Behandlungsformen mit der Zielsetzung, Personen mit einer (chronischen) psychischen Erkrankung bei der Bewältigung ihrer Symptome und/oder ihrer krankheitsbedingten Alltagsprobleme zu unterstützen. Vorrangige Zielgruppen der supportiven Psychotherapie sind Patienten mit schweren Persönlichkeitsstörungen und mit chronischen Psychosen. Weiterhin ist supportive Psychotherapie angezeigt bei Personen, die an einer akuten Krisensituation leiden.
Supportive Psychotherapie wird durchgeführt unter einer Vielzahl von Bezeichnungen: stützende Psychotherapie, allgemeine Psychotherapie, supportives ärztliches Gespräch, adaptive Psychotherapie, psychiatrische Basistherapie, Psychotherapie psychiatrischer Erkrankungen u. a. m.

## Entwicklung der supportiven Psychotherapie
Supportive Psychotherapien sind vorwiegend Modifikationen der sog. konfliktaufdeckenden, psychodynamischen oder einsichtsorientierten Psychotherapien, d. h. der psychoanalytischen bzw. tiefenpsychologisch fundierten Psychotherapie. Mit ihnen können „Patienten mit andauernden und schweren Defekten ihrer Ich-Struktur [behandelt werden], die durch konfliktaufdeckende Therapieformen entweder nicht erreichbar sind oder unter ihrer Einwirkung destabilisiert würden.“ Supportive Psychotherapie erweitert Instrumentarium und Indikation der Psychotherapie für Patientengruppen, die sonst von der psychotherapeutischen Behandlung ausgeschlossen wären. Neben psychoanalytischen und tiefenpsychologischen Behandlungstechniken verwenden supportive Psychotherapien auch Elemente der Verhaltenstherapie, der klientenzentrierten Psychotherapie, Stressmanagement, Entspannungsverfahren u. a. (häufig sog. eklektisches Vorgehen).

## Supportive Psychotherapie auf psychoanalytischer Grundlage
Von psychoanalytischer Seite plädiert Kernberg (1999) für eine strenge Abgrenzung von „Psychoanalyse“, „psychoanalytischer Psychotherapie“ und supportiver Psychotherapie. Bei schwerer Persönlichkeitsstörung soll die supportive Psychotherapie bei den Patienten eingesetzt werden, die durch eine psychoanalytische Psychotherapie überfordert würden, z. B. wegen zu geringer Introspektionsfähigkeit.
In Psychoanalyse und psychoanalytischer Psychotherapie werden unbewusste innere Konflikte und Impulse vom Psychoanalytiker zum jeweils angemessenen Zeitpunkt gedeutet. Die unbewussten Vorgänge werden gewissermaßen aufgedeckt. In der supportiven Psychotherapie werden keine Deutungen gegeben, sondern lediglich Vorläufer davon verwendet: z. B. Klärung und „Konfrontation“, kognitive Unterstützung, emotionale Unterstützung und Ermutigung sowie direkte Eingriffe in die Umgebung des Patienten, z. B. Angehörigengespräch. Da supportive Psychotherapie unbewusste Konflikte nicht „aufdeckt“, wird sie auch als „zudeckende Psychotherapie“ bezeichnet. Therapieziel ist die Kontrolle von (ggf. unbewussten) problematischen Impulsen und Konflikten unter weitgehender Beibehaltung der bestehenden Abwehrstruktur.
Nach der psychoanalytischen Theorie Sigmund Freuds steht dem Bewusstwerden unbewusster Vorgänge der sog. Widerstand entgegen, der nach der Deutung durch ausdauerndes Durcharbeiten zu überwinden ist. „Die Überwindung der Widerstände wird bekanntlich dadurch eingeleitet, dass der Arzt den vom Analysierten niemals erkannten Widerstand aufdeckt und ihn dem Patienten mitteilt. … Das Benennen des Widerstandes [kann] nicht das unmittelbare Aufhören desselben zur Folge haben. Man muss dem Kranken die Zeit lassen, sich in den ihm unbekannten Widerstand zu vertiefen, ihn durchzuarbeiten (Hervorhebung im Original), ihn zu überwinden, indem er ihm zum Trotze die Arbeit nach der analytischen Grundregel fortsetzt.“ Das Geschehen in der supportiven Psychotherapie kann als Durcharbeiten ohne explizite Deutung verstanden werden. − Die supportive Psychotherapie wird im Sitzen durchgeführt. Die Stundenfrequenz ist variabel zwischen mehreren Sitzungen pro Woche bis zu einer Sitzung im Abstand von mehreren Monaten. Supportive Psychotherapie kann einen Patienten sehr langfristig begleiten.

## Supportive Psychotherapie in der Psychiatrie
Rössler (2004) konzipiert supportive Psychotherapie als die Psychotherapie für chronisch psychisch kranke Menschen. Sie muss sich nach den Behandlungsbedürfnissen dieser Personen richten. Wesentliche Therapieinhalte sind: Lebensentwürfe im partnerschaftlichen und beruflichen Bereich; persönliche Entwicklung in Bezug auf Selbstbewusstsein und Identität; Bewältigung von Alltagsproblemen; Einstellung gegenüber und Umgang mit der Erkrankung (auch Medikation); Umgang mit persönlicher Verletzlichkeit (Rückfallschutz); Probleme mit Nähe und Distanz zur Herkunftsfamilie; Abhängigkeit von und Umgang mit professioneller Unterstützung.
Für Patienten mit schizophrener Psychose, die langfristig von wahnhaftem Erleben (inhaltliche Denkstörung) und Halluzinationen betroffen sind, haben Klingberg u. a. (2008) ein supportiv psychotherapeutisches Programm auf verhaltenstherapeutischer Grundlage entwickelt. Die Reduktion dieser Symptome wird dadurch angestrebt, dass die Patienten Stress im Alltag und am Arbeitsplatz reduzieren sowie ihre Belastbarkeit gegenüber Stress erhöhen. Erörtert wird vorrangig die „Lebensgestaltung der Patienten“, d. h. sowohl die Probleme, die sich im Alltag als Folge der Symptome ergeben, als auch unproblematische Lebensbereiche. Wahn und Halluzinationen werden nicht direkt behandelt, weder medikamentös noch kognitiv-verhaltenstherapeutisch. Es werden folgende Behandlungsstrategien eingesetzt: Empathisches Zuhören des Therapeuten; Selbstwertförderung, positive Rückmeldung; Aktivieren von persönlichen Ressourcen; Aktivierung äußerer Ressourcen und sozialer Unterstützung; Beratung, Anleitung, Tagesstrukturierung; Implizites Problemlösen (der Therapeut folgt bei der Problem-Bearbeitung mit dem Patienten flexibel einem Problemlöse-Schema, präsentiert das Schema aber nicht als solches).
Häufig wird eine supportive Psychotherapie gleichzeitig mit medikamentöser Behandlung durchgeführt. Bei akuter schizophrener Psychose und bei schwerer Depression ist die medikamentöse Behandlung vorrangig und eine (supportiv) psychotherapeutische Behandlung in der Regel erst nach Besserung der Symptomatik möglich.

## Ökologisch-supportive Psychotherapie
Jürg Willi (2005) geht von dem anthropologischen Konzept des „beantworteten Wirkens“ aus: „Die Person ist bestrebt, in ihrer Umwelt etwas zu bewirken und in diesen Wirkungen beantwortet zu werden,“ also „sich in der Umwelt als wirksam zu erfahren“. Die von einer Person geschaffene Beziehungsumwelt wird als „persönliche Nische“ bezeichnet. Die persönliche Nische umfasst ihre Bezugspersonen und ihre relevante sächliche Umwelt (Arbeitsplatz, Wohnung, Besitz). „Über das beantwortete Wirken stellt die Person laufend ihre psychische Gesundheit her und entwickelt ihre Fähigkeiten und psychischen Strukturen, insbesondere ihre Ich-Funktionen, ihre Realitätsprüfung, ihr Selbstwertgefühl und ihre Identität.“ Menschen mit psychischen Störungen sind in ihrer Fähigkeit beeinträchtigt, sich eine reichhaltige Beziehungsnische zu schaffen. Entsprechend erhalten sie von ihren Bezugspersonen nur beschränkt Beantwortung und Zuwendung. Je schwerer eine Person psychisch erkrankt ist, umso eher ist sie überfordert, sich in freien Lebensverhältnissen zurechtzufinden und sich eine befriedigende persönliche Nische aufzubauen.
Als Beispiel werden die Beziehungsmöglichkeiten dargestellt, die Personen mit schwerer schizoid-paranoider Persönlichkeitsstörung einzugehen in der Lage sind (in aufsteigender Schwierigkeit): bloßes Partizipieren am Umweltgeschehen ohne direkte Interaktion; Beziehungen zur unbelebten Umwelt oder zu belebten Objekten ohne Gegenseitigkeit; flüchtige mitmenschliche Kontakte ohne Verbindlichkeit; Kontakte zur Herkunftsfamilie und zum Therapeuten; wechselseitige Beziehungen mit berechenbarer Beantwortung, Beziehungen ohne ausformulierte persönliche Nähe und Selbstoffenbarung (Helferbeziehungen, Rollenbeziehungen, Gruppenkontakte); kurz dauernde  Arbeits- und Partnerbeziehungen; dauerhafte Arbeits- und Partnerbeziehungen mit fester Verpflichtung und Verbindlichkeit. Die letztgenannte Beziehungsform wird in dieser Patientengruppe nur selten erreicht.
Das Ziel der Therapie von Persönlichkeitsstörungen wird „nicht in einem grundlegenden Wandel der Persönlichkeitsstruktur“ gesehen. Ziel der supportiven Psychotherapie ist es, dass der Patient Verhaltensweisen erlernt und ausführt, die zu positiver Beantwortung führen. Der Patient wird unterstützt, trotz seiner Beziehungsschwierigkeiten eine persönliche Nische zu gestalten und den für sein psychisches Überleben notwendigen, aber nicht überfordernden Beziehungsraum zu schaffen. Es geht um selbständiges Wohnen und autonome Lebensführung. „Der Schwerpunkt des Interesses liegt also nicht auf der frühen Kindheit, sondern … auf dem Zeitraum, der zur jetzigen Situation führte.“ Das therapeutische Interesse zentriert sich mehr auf das, was der Patient tut und kann, und weniger auf seine Defizite. Nicht selten gelingt es Patienten, „sich Beziehungen zu schaffen, die herausfordern, aber nicht überfordern, Beziehungen aber auch, die den eigenen regressiven und destruktiven Tendenzen einen Widerstand entgegensetzen.“

## Spezielle nicht-aufdeckende Psychotherapien
Für verschiedene Patientengruppen wurden spezifische Therapieprogramme entwickelt, die supportiv-psychotherapeutische und verhaltenstherapeutische Elemente kombinieren. Diese sind inhaltlich und im Ablauf strukturiert, teilweise manualisiert und zeitlich befristet. Zu nennen sind: für Patienten mit schizophrener Psychose das o. g. Programm von Klingberg u. a. (2008) sowie Integriertes psychologisches Therapieprogramm für schizophrene Patienten IPT; für depressive Patienten Interpersonelle Psychotherapie; für Patienten mit Borderline-Störung Dialektisch-behaviorale Therapie. Für diese Programme wurde die Bezeichnung spezielle nicht-aufdeckende Psychotherapien vorgeschlagen.

## Supportive Psychotherapie zur Krisenintervention
Krisenintervention ist gekennzeichnet u. a. durch: zeitliche Begrenztheit des Eingreifens, therapeutischer Bezug zu einem konkreten krisenauslösenden Faktor, Beschränkung der Behandlungsziele auf dessen Bewältigung unter Zentrierung auf vorhandene Ressourcen, Realitätsorientiertheit. Krisenintervention wird der supportiven Psychotherapie zugeordnet.

## Indikationen der Supportiven Psychotherapie
Die Indikation für supportive Psychotherapie kann bei Personen mit folgenden Erkrankungen gestellt werden:
1. schwere Persönlichkeitsstörungen, Borderline-Störung
2. schizophrene Psychose in Remission
3. chronifizierte Neurosen, Angst- und Zwangskrankheiten, chronische Depression
4. Akute Konflikt-, Krisen- und Stressreaktionen; posttraumatische Belastungsstörung
5. psychosomatische Erkrankungen, schwere bzw. chronische körperliche Erkrankungen, Krebs
6. Suchtkrankheiten bei stabiler Abstinenz
7. Motivierung bzw. Vorbereitung zu einer Psychotherapie
8. begrenzte Zielsetzung, begrenzte Mittel

An Kontraindikationen werden aufgeführt: Sekundärer Krankheitsgewinn, stark abhängigkeitssuchende Beziehungsgestaltung, schweres Ich-syntones Agieren, antisoziale Persönlichkeitsstörung sowie gutes Ansprechen auf konfliktaufdeckende Psychotherapie.
Klaus Grawe hat vier „therapeutische Wirkfaktoren“ formuliert, die in allen wirksamen psychotherapeutischen Methoden mehr oder weniger zum Tragen kommen: (1) Ressourcenaktivierung und therapeutische Beziehung, (2) Problemaktualisierung, (3) aktive Hilfe zur Problembewältigung; (4) Klärung von Motiven und Bedeutungen. In der supportiven Psychotherapie liegt das Hauptgewicht auf den Faktoren Ressourcenaktivierung und Problembewältigung. Hinsichtlich Problemaktualisierung überschreitet der Therapeut keinesfalls die vom Patienten jeweils vorgebrachte Problemintensität. Klärung ist z. B. angezeigt zur Frage realistischer Lebensziele. Supportive Psychotherapie beinhaltet alle vier Wirkfaktoren. Sie ist als eigenständige Psychotherapie-Methode anzusehen.
Supportive Psychotherapie ist vermutlich die am häufigsten praktizierte Methode der Psychotherapie. Ihr Prestige ist jedoch gering. Willis ökologisches Modell (2005) ist eine der wenigen theoretischen Grundlegungen. Edgar Heim, Direktor der Psychiatrischen Poliklinik der Universität Bern, schreibt bedauernd: „Wir alle praktizieren diese [stützenden] Techniken mehr oder weniger ausgeprägt; aber wir sprechen mit unseren Kollegen kaum darüber, wir veranstalten keine Kongresse zu diesem Thema, wir finden kaum Lehrbücher dieses Inhaltes – wir schweigen uns aus, wir schämen uns etwas, so geradlinig jenem Teil unserer Patienten zu helfen, der darauf eigentlich angewiesen ist.“